# Festuca sumapana
Festuca sumapana är en gräsart som beskrevs av Stancík. Festuca sumapana ingår i släktet svinglar, och familjen gräs. Inga underarter finns listade i Catalogue of Life.